# Селевк I Никатор
Селевк I Никатор (на старогръцки: Σέλευκος Νικάτωρ, Seleucus I Nicator, „Победител“, * 356 г. пр. Хр.; † 281 г. пр. Хр.) е един от македонските диадохи, а по-късно елинистически василевс, основател на Селевкидската династия и империя. При Александър Македонски Селевк е началник на царския корпус на хипаспистите и предводител на конница. В резултат на войните между диадохите, започнали след смъртта на Александър, Селевк основава царството на Селевкидите и става негов първи владетел (от 305 до 281 г. пр. Хр.). Основава няколко града, в частност, Селевкия и Антиохия. на Оронт
Той е син на Антиох от Орестида в Горна Македония, пълководец на Филип II Македонски, и на гръцката благородничка Лаодика. Брат е на Дидимея.
Лаодика твърди, че нейният син е заченат по време на сън от Аполон.
Той е първо паж (щитоносец) в двора на Филип II Македонски. Като хипаспист (Hypaspistai) той участва в похода на Александър в Азия и го придружава до Индия. През 324 г. пр. Хр. на масовата сватба в Суза той е оженен за Апама, благородничка от Согдиана.

## Път към властта
След смъртта на Александър, регентът Пердика избира Селевк за предводител на хетайрите (царската конница). Селевк се съюзява с началника на пезхетайрите Антигон Монофталм („Едноокия“) и заема страната на другия регент, Антипатър, който награждава Селевк за лоялността му като през 321 г. пр. Хр. го назначава за сатрап на Вавилон, много богата провинция в сърцето на империята, но без значителна военна сила. Селевк успява да установи властта си там едва след като побеждава предишния наместник, лоялен на Пердика и раздава щедри подкупи на влиятелното вавилонско жречество.
Постепенно Селевк става един от основните претенденти за властта в бързо разпадащата се държава на Александър. В 320 г. пр. Хр. Пердика е убит от войниците си докато воюва срещу Птолемей в Египет, а през 319 г. пр. Хр. умира и Антипатър. При липсата на легитмни регенти избухва Втората война на Диадохите (319 – 315 г. пр. Хр.). Антигон Монофталм се бори да победи източните сатрапи на Медия и Сузиана (Елам). Без да разполага с достатъчно военна сила за да се включи в сраженията, като наместник на Вавилония, Селевк подкрепя Антигон Монофталм и изчаква изхода на конфликта. След победите си на изток, Антигон става подозрителен към Селевк, което е причина той да избяга при Птолемей в Египет, където служи като негов адмирал.
През Третата война на Диадохите (314 – 311 г. пр. Хр.) Селевк участва на страната на Птолемей и води флот против съюзния на Антигон остров Родос. През 312 г. пр.н.е. Селевк се завръща във Вавилон, поддържан от армия на Птолемей и повторно става сатрап. По-късно това събитие е прието да отбелязва първата година от селевкидското летоброене, като формален старт на новото управление.
Благодарение на птолемеевите войски Селевк побеждава сатрапите на Медия и Ария, нахлули в Месопотамия с контингенти съставени главно от персийци и други източни народи, враждебни на македонското командване. Междувременно, докато Селевк напредва в Медия и Персия (Фарс), където установява властта си, армията на Антигон, водена от сина му Деметрий, достига до Вавилон и вероятно отново го превзема, но поради наеобходимост да се отзове на запад, той се оттегля, оставяйки известен гарнизон. Скоро Селевк възвръща Вавилон под властта си за трети път.
В 311 г. пр. Хр. Антигон, който се е утвърдил в Мала Азия, сключва мир с диадохите Касандър, Лизимах и Птолемей и с голяма армия предприема настъпление срещу Селевк. В т.нар. Вавилонска война (311 – 309 г. пр. Хр.) Антигон още веднъж покорява Вавилон. Хрониките дават оскъдна информация за хода на военните действия, но изглежда че Селевк успява да победи антигоновата армия в решаващо среднощно нападение. Тъй като Антигон е ангажиран в нов конфликт с Птолемей, той преустановява по-нататъшната си агресия на изток.
Следващият важен ход на Селевк е основаването на нов град, наименуван Селевкия на Тигър, в негова чест, който превръща в своя столица (ок. 307/5 г. пр. Хр.), с цел да намали влиянието на Вавилон, създавайки значителен център на елинизма в Азия, следвайки примера на Александър Велики.

## Царуване
През 306 г. пр. Хр., след като последните кръвни наследници на Александър биват убити, диадохите, включително и Селевк, официално приемат царска титла, превръщайки се окончателно в пълновластни елинистически монарси.
През 305 г. пр. Хр. Селевк установява контакти с владетелите по река Инд и се опитва да превземе управляваната от индийския владетел Чандрагупта Северна Индия, но не успява. Освен това е принуден да му отстъпи области от своето царство – Ария, Арахозия, част от Кедрозия – в замяна на 500 бойни слона.
След като установява и консолидира върховенството си над по-голямата част от източните земи покорени от Александър, Селевк I се нарича с прозвището Никатор („Победителя“) и става повелител на обширни територии достигащи до Индия и Централна Азия. Неговото могъщество насраства още повече по време на Четвъртата война на Диадохите (308 – 301 г. пр. Хр.), която се води в Мала Азия срещу Антигон I Монофталм. В битката при Ипсос, Фригия, през 301 г. пр. Хр. Антигон тъпри поражение срещу коалицията на Касандър, Лизимах, Птолемей и Селевк. Решаваща роля в разгрома на Антигон Монофталм изиграват индийските бойни слонове на Селевк.
След като Антигон загива, неговите владения са разделени между противниците му. Селевк получава Сирия и там основава още един голям град – Антиохия на Оронт (300 г. пр. Хр.), наречен в чест на баща му. През управлението си Селевк Никатор основава още много градове, привличайки колонисти и преселници от Гърция и Македония (16 с името Антиохия, 5 с името Лаодикея, в чест на майка му, 9 с името Селевкия, 4 с имената на жените му Апамея и Стратоникея).
През 292 г. пр. Хр. Селевк I Никатор обявява за престолонаследник и съвместен владетел своят син от персийската принцеса Апама – Антиох I Сотер, жени го за втората си жена Стратоникея и му поверява управлението на източните сатрапии.
Междувременно Селевк подкрепя каузата на Деметрий, избягалият в изгнание син на Антигон Монофталм, който през 294 г. пр. Хр. става цар на Македония, преди да бъде изгонен от Пир, Лизимах и Птолемей. През 286 г. пр. Хр. Деметрий успява да отнеме Киликия от властта на Птолемей I, не без помощта на селевкидския владетел, но съюза им приключва след като Деметрий напада Сирия в 284 г. пр. Хр. Благодарение на своя авторитет и богатство Селевк убеждава противниковите войски да дезертират и минат на негова страна, а Деметрий се предава и остава пленник в селевкидския двор до края на живота си.
Лизимах, който владее Тракия, Македония и западната част от Мала Азия, става новият опонент на Селевкидската монархия от запад. Влошените взаимоотношения между Лизимах и Селевк довеждат до битката при Корупедия, Лидия, през 281 г. пр. Хр. Селевк отново е победител, а Лизимах пада в боя. В този момент Селевк, който вече наближава 80-годишна възраст, е единственият останал жив диадох от времето на Александър Велики (Птолемей I е абдикирал през 285 г. пр. Хр. в полза на сина си Птолемей II и умира през 283 г. пр. Хр.).
След победата над Лизимах, Селевк продължава настъплението си на запад с намерението да присъедини към владенията си Тракия и Македония. Към свитата на Селевк се присъединява първият син на Птолемей I – Птолемей Керавън, който бил лишен от наследство и прокуден от баща си в изгнание. През септември същата година Селевк е убит от Птолемей Керавън близо до град Лизимахия, в Тракийски Херсон (дн. Галиполи).
След смъртта на Селевк I на власт идва неговия син Антиох I Сотер, който основава държавен култ към баща си. Селевкидите владеят Сирия до завоюването ѝ от римляните през 64 г. пр. Хр.